# Mia Lyhne
Mia Lyhne (6 luglio 1971) è un'attrice danese di cinema e televisione. Attirò l'attenzione di un pubblico più vasto con la sua partecipazione nel 2005 della prima stagione della versione danese di Ballando con le stelle, anche se probabilmente è conosciuta di più per il ruolo di Mia, fidanzata del comico Frank Hvam, nella sitcom danese Klovn del 2005-2009.

## Carriera
Attrice autodidatta, Lyhne ha iniziato la sua carriera televisiva con piccoli ruoli, incluso un segmento nel Danks Melodi Grand Prix 2004 in cui ha interpretato una ragazza geniale.
Lyhne ha ottenuto vari ruoli cinematografici e televisivi da allora, incluso un ruolo in Direktøren di Lars von Trier, un ruolo principale nella sitcom danese Trio Van Gogh ed un ruolo nell'adattamento danese dell'opera Who's Afraid of Virginia Woolf? con Nikolaj Lie Kaas.
Nella trasmissione degli Zulu Award 2012 di TV 2, Lyhne ha consegnato il premio per il miglior film dell'anno, insieme al suo co-protagonista della sitcom danese Klovn Casper Christensen, il quale ha presentato il premio per la migliore performance live dell'anno.